# Башня IFS (Уси)
Башня IFS (Wuxi International Finance Square, Wuxi IFS, 无锡IFS国金中心, также известен как The Wharf Times Square) — сверхвысокий небоскрёб, расположенный в деловом центре китайского города Уси. Построен в 2014 году, на начало 2020 года являлся самым высоким зданием города, 36-м по высоте зданием Китая, 44-м — Азии и 74-м — мира.
Архитектором небоскрёба выступила гонконгская компания Aedas, владельцем является гонконгский многопрофильный конгломерат The Wharf Holdings. Кроме башни International Finance Square в Уси компании The Wharf Holdings принадлежат подобные комплексы под брендом IFS в городах Сучжоу (2019), Чанша (2018), Чунцин (2017) и Чэнду (2014).
В верхней части башни IFS расположены номера и рестораны пятизвёздочного отеля, в нижней части — коммерческие офисы. Среди крупнейших арендаторов офисов в башне IFS — юридическая компания Yingke, финансовая компания Baoneng Group, железнодорожная компания China Railway, автомобильная компания SAIC Motor и электротехническая компания Toshiba. Также в состав комплекса входят две более низкие офисные башни и большой торгово-развлекательный центр. 